# Possacos
Possacos é uma povoação portuguesa sede da Freguesia de Possacos do município de Valpaços, freguesia com 31,19 km² de área e 358 habitantes (censo de 2021), tendo, por isso, uma densidade populacional de 11,5 hab./km².

## Demografia
A população registada nos censos foi:
| Distribuição da População por Grupos Etários | Distribuição da População por Grupos Etários | Distribuição da População por Grupos Etários | Distribuição da População por Grupos Etários | Distribuição da População por Grupos Etários |
| -------------------------------------------- | -------------------------------------------- | -------------------------------------------- | -------------------------------------------- | -------------------------------------------- |
| Ano                                          | 0-14 Anos                                    | 15-24 Anos                                   | 25-64 Anos                                   | > 65 Anos                                    |
| 2001                                         | 87                                           | 76                                           | 263                                          | 147                                          |
| 2011                                         | 28                                           | 53                                           | 217                                          | 148                                          |
| 2021                                         | 19                                           | 23                                           | 170                                          | 146                                          |

## Património
- Igreja de Possacos